# Stratovulkan
Stratovulkan, imenovan tudi kompozitni vulkan je visok, stožčasto oblikovan ognjenik, ki je sestavljen iz mnogo plasti strjene lave in vulkanskega pepela. Značilno za stratovulkane je, da imajo strm profil, periodično pa izbruhnejo z veliko eksplozivno silo. Lava iz teh vulkanov je zelo viskozna in se kmalu ohladi in strdi ter običajno ne dela večjih rek. 
Stratovulkani se pojavljajo v verigah ali pasovih vzdolž tektonskih plošč, kjer se oceanska skorja pogreza pod celinsko skorjo. Verige stratovulkanov se tako raztezajo v osrednjih Andih, na Japonskem in na Aleutih.